# Járed
A Járed héber eredetű férfinév, jelentése bizonytalan, talán leszáll, leereszkedik.

## Gyakorisága
Az 1990-es években szórványos név, a 2000-es években nem szerepel a 100 leggyakoribb férfinév között.

## Névnapok
ajánlott névnap
- május 1.[2]

## Híres Járedok
- Jared Diamond - evolúcióbiológus, tudomány-népszerűsítő író
- Jared Leto - filmszínész, énekes
- Jared Padalecki - filmszínész